# Federazione pallavolistica del Guatemala
La Federazione guatemalteca di pallavolo (spa. Federación Nacional de Voleibol de Guatemala, FGVB) è un'organizzazione fondata per governare la pratica della pallavolo in Guatemala.
Organizza il campionato maschile e femminile, e pone sotto la propria egida la nazionale maschile e femminile.
Ha aderito alla FIVB nel 1951.